# Old Forge (Pensilvania)
Old Forge es un borough ubicado en el condado de Lackawanna en el estado estadounidense de Pensilvania. En el año 2000 tenía una población de 8,798 habitantes y una densidad poblacional de 983 personas por km².

## Geografía
Old Forge se encuentra ubicado en las coordenadas 41°22′11″N 75°44′18″O / 41.36972, -75.73833.

## Demografía
Según la Oficina del Censo en 2000 los ingresos medios por hogar en la localidad eran de $35,090 y los ingresos medios por familia eran $46,152. Los hombres tenían unos ingresos medios de $34,159 frente a los $22,887 para las mujeres. La renta per cápita para la localidad era de $19,228. Alrededor del 6.6% de la población estaba por debajo del umbral de pobreza.